# Ligota (Kobyla Góra)
Ligota (deutsch Ligotta, 1939–1945 Breckenfeld) ist ein Ort in der Landgemeinde Kobyla Góra im Powiat Ostrzeszowski der Woiwodschaft Großpolen in Polen.

## Geschichte
Anfänglich gehörte das Gebiet um Ostrzeszów und Kępno politisch zu Schlesien, wurde aber am wahrscheinlichsten um das Jahr 1146 zum Teil Großpolens. Aus dieser Zeit rührte die bis 1821 bestehende Zugehörigkeit zum Bistum Breslau. Ligota selbst lag genau an der großpolnisch-schlesischen Grenze und 1531 wurde einmalig als zu Schlesien gehörig erwähnt.
Der Ort wurde um 1305 im Liber fundationis episcopatus Vratislaviensis (Zehntregister des Bistums Breslau) als Elgotha Swenthoslai erstmals urkundlich erwähnt. Der Name l(i)gota bedeutet Gnadenfrist. Die Form Elgota entstand durch eine falsche Dekomposition ze Lgoty (von Lgota) > z Elgoty > Elgota, die erste Erwähnung wurde nach dem Personennamen Świętosław hinzugefügt, wurde 1423 außergewöhnlich als Elga (eingedeutscht?) geschrieben. Die Form Ligota (mit -i-) etablierte sich erst im 19. Jahrhundert.
Im späten 14. Jahrhundert gehörte die Umgebung zum Herzogtum Wieluń. 1401 wurde das Gebiet von Ostrzeszów vom polnischen König dauerhaft an das Weluner Land angeschlossen. Ungefähr ab dem Jahr 1420 gehörte es der Woiwodschaft Sieradz (1531 kurzzeitig zu Schlesien).
Im Zuge der Zweiten Polnischen Teilung kam der Ort 1793 an Preußen. Nach dem Ende des Ersten Weltkriegs kam Ligota zu Polen, Woiwodschaft Posen. Beim Überfall auf Polen 1939 wurde das Gebiet von den Deutschen besetzt und dem Landkreis Kempen im Reichsgau Wartheland zugeordnet.
Von 1975 bis 1998 gehörte Ligota zur Woiwodschaft Kalisz.